# Udži (Kjóto)

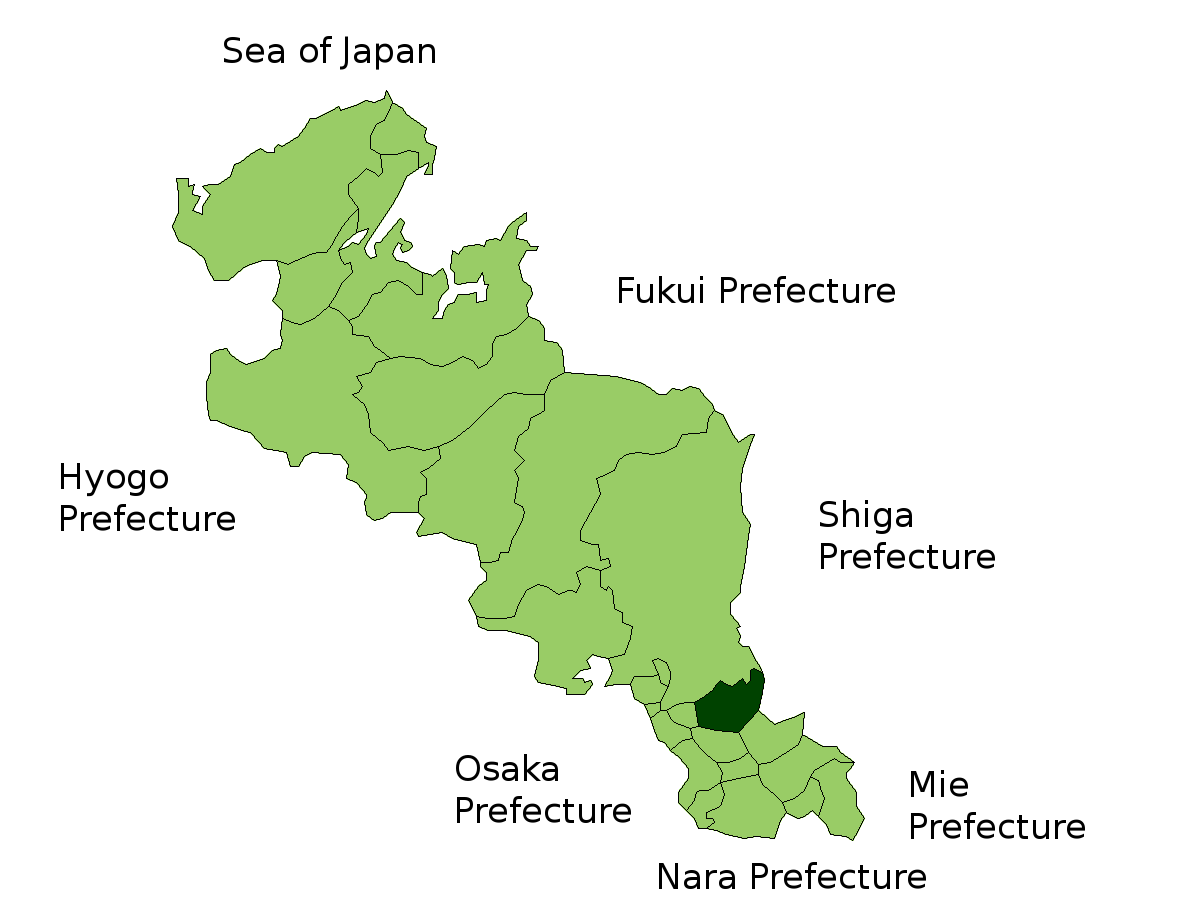
Poloha města Udži na mapě prefektury Kjóto

Udži (japonsky: 宇治市; Udži-ši) je druhé největší město ležící v japonské prefektuře Kjóto. Udži se nachází mezi dvěma bývalými hlavními městy Japonska, Narou a Kjótem. Městem protéká řeka Udži, která pramení v jezeře Biwa.
Udži se městem (市, ši) oficiálně stalo 1. března 1951. K 1. březnu 2008 mělo 191 227 obyvatel a celkovou rozlohu 67,55 km².
Ve městě leží šintoistická svatyně Udžigami a buddhistický chrám Bjódóin, které byly v prosinci 1994, spolu s dalšími památkami v okolí Kjóta, zapsány na Seznam světového dědictví UNESCO pod společným názvem Památky starobylého Kjóta.

## Partnerská města
- Kamloops, Kanada
- Nuwara Eliya, Srí Lanka
- Sien-jang, Čína